# Ernest Asante
Ernest Asante (Sunyani, 6 novembre 1988) è un calciatore ghanese, attaccante del Doxa Katōkopias.

## Caratteristiche tecniche
Prevalentemente schierato come ala, può essere utilizzato anche da centravanti.

## Carriera

### Club
Asante iniziò la carriera nella Feyenoord Academy, per poi passare nel 2009 al Beveren, con cui collezionò 26 presenze e 3 reti. Il 23 gennaio 2011 firmò un contratto triennale con lo Start, dopo aver impressionato favorevolmente nel periodo di prova sostenuto precedentemente.

### Nazionale
Nel 2019 ha giocato 2 partite con la nazionale ghanese.

## Palmarès

### Club

#### Competizioni nazionali
- 1. divisjon: 1

Start: 2012
- Campionato cipriota: 1

Omonia: 2020-2021
- Coppa di Cipro: 1

Omonia: 2021-2022